# Iginabylu, Sagar
Iginabylu là một làng thuộc tehsil Sagar, huyện Shimoga, bang Karnataka, Ấn Độ.